# Moratuwa
Moratuwa és un gran suburbi de la ciutat de Colombo, a la costa sud-oest de Sri Lanka. Està situat a la carretera principal de Galle a Colombo (coneguda com a carretera de Galle), 18 km al sud del centre de la ciutat de Colombo. Moratuwa està envoltada en tres costats per l'aigua, excepte en el nord de la ciutat, per l'Oceà Índic a l'oest, el llac Bolgoda a l'est (abans llac Moratuwa) i el riu Moratu al sud. Segons el cens de 2012, el barri tenia 168.280 habitants.
Moratuwa és també el lloc de naixement de Vira Puran Appu, un heroi que es van aixecar contra l'opressió dels britànics a Kandy, del llegendari filantrop Sir Charles Henry de Soysa i del músic icònic Pandit W. D. Amaradeva.